# گونشلی (کلبجر)
گونشلی ( ترکی آذربایجانی: Günəşli) یک منطقهٔ مسکونی در جمهوری آرتساخ است که در استان شاهومیان واقع شده‌است.